# Arianna Errigo
Arianna Errigo   (Monza, 6 de juny de 1988) és una esgrimista italiana especialista en floret. Ha participat en tres Jocs Olímpics d'Estiu, entre els anys 2012 i 2020, i hi ha obtingut en total tres medalles, or i plata a Londres 2012, en les proves per equip (juntament amb Elisa Di Francisca, Valentina Vezzali i Ilaria Salvatori) i individual, i bronze a Tòquio 2020, per equips (juntament amb Martina Batini, Alice Volpi i Erica Cipressa).
A l'estiu del 2013 es proclama campiona mundial de floret individual en el Campionat del món celebrat a Budapest després de la medalla de bronze aconseguida en 2009 i la de plata en 2010. En el Campionat Mundial de 2014 de Kazan es proclama campiona mundial de floret individual per la segona vegada. En els següents 4 Campionats del Món va aconseguir la medalla de bronze. Després de l'aturada de la competició per la pandèmia de Covid-19, va aconseguir 2 medalles de plata en els Campionats del Món del Caire en 2022 i de Milà en 2023. En el floret per equips també ha guanyat set medalles d'or (2009, 2010, 2013, 2014, 2015, 2017 i 2022) i quatre de plata (2011, 2016, 2018 i 2019).
A més, ha guanyat 7 medalles individuals (2 d'or) i 12 medalles en equip (10 d'or) als Campionats d'Europa.

## Palmarès internacional
| Jocs Olímpics      | Jocs Olímpics            | Jocs Olímpics | Jocs Olímpics     |
| Any                | Lloc                     | Medalla       | Prova             |
| ------------------ | ------------------------ | ------------- | ----------------- |
| 2012               | Londres ( Regne Unit)    | 1             | Floret per equips |
| 2012               | Londres ( Regne Unit)    | 2             | Floret individual |
| 2020               | Tòquio ( Japó)           | 3             | Floret per equips |
| Campionat del món  |                          |               |                   |
| Any                | Lloc                     | Medalla       | Prova             |
| 2009               | Antalya ( Turquia)       | 1             | Floret per equips |
| 2009               | Antalya ( Turquia)       | 3             | Floret individual |
| 2010               | París ( França)          | 1             | Floret per equips |
| 2010               | París ( França)          | 2             | Floret individual |
| 2011               | Catània ( Itàlia)        | 2             | Floret per equips |
| 2013               | Budapest ( Hongria)      | 1             | Floret individual |
| 2013               | Budapest ( Hongria)      | 1             | Floret per equips |
| 2014               | Kazan ( Rússia)          | 1             | Floret individual |
| 2014               | Kazan ( Rússia)          | 1             | Floret per equips |
| 2015               | Moscou ( Rússia)         | 1             | Floret per equips |
| 2015               | Moscou ( Rússia)         | 3             | Floret individual |
| 2016               | Rio de Janeiro ( Brasil) | 2             | Floret per equips |
| 2017               | Leipzig ( Alemanya)      | 1             | Floret per equips |
| 2017               | Leipzig ( Alemanya)      | 3             | Floret individual |
| 2018               | Wuxi ( R.P. de la Xina)  | 2             | Floret per equips |
| 2018               | Wuxi ( R.P. de la Xina)  | 3             | Floret individual |
| 2019               | Budapest ( Hongria)      | 2             | Floret per equips |
| 2019               | Budapest ( Hongria)      | 3             | Floret individual |
| 2022               | El Caire ( Egipte)       | 2             | Floret individual |
| 2022               | El Caire ( Egipte)       | 1             | Floret per equips |
| 2023               | Milà ( Itàlia)           | 2             | Floret individual |
| Campionat d'Europa |                          |               |                   |
| Any                | Lloc                     | Medalla       | Prova             |
| 2009               | Plòvdiv ( Bulgària)      | 1             | Floret per equips |
| 2009               | Plòvdiv ( Bulgària)      | 3             | Floret individual |
| 2010               | Leipzig ( Alemanya)      | 1             | Floret per equips |
| 2011               | Sheffield ( Regne Unit)  | 1             | Floret per equips |
| 2012               | Legnano ( Itàlia)        | 1             | Floret per equips |
| 2012               | Legnano ( Itàlia)        | 3             | Floret individual |
| 2013               | Zagreb ( Croàcia)        | 1             | Floret per equips |
| 2014               | Estrasburg ( França)     | 1             | Floret per equips |
| 2015               | Montreux ( Suïssa)       | 1             | Floret per equips |
| 2015               | Montreux ( Suïssa)       | 3             | Floret individual |
| 2016               | Toruń ( Polònia)         | 1             | Floret individual |
| 2016               | Toruń ( Polònia)         | 2             | Floret per equips |
| 2017               | Tbilisi ( Geòrgia)       | 1             | Floret individual |
| 2017               | Tbilisi ( Geòrgia)       | 1             | Floret per equips |
| 2018               | Novi Sad ( Sèrbia)       | 1             | Floret per equips |
| 2018               | Novi Sad ( Sèrbia)       | 2             | Floret individual |
| 2019               | Düsseldorf ( Alemanya)   | 3             | Floret per equips |
| 2022               | Antalya ( Turquia)       | 2             | Floret individual |
| 2022               | Antalya ( Turquia)       | 1             | Floret per equips |